# MLG
Major League Gaming Corp. (MLG) es una organización profesional de deportes electrónicos. MLG tiene su sede en la ciudad de Nueva York y fue fundada en 2002 por Sundance DiGiovanni y Mike Sepso. MLG ha celebrado torneos oficiales de videojuegos en todo Estados Unidos y Canadá. El Boost Mobile MLG Pro Circuit fue una transmisión televisiva de torneos Halo 2 MLG en 2006 y 2007, ESPN.com y otros sitios de banda ancha. La compañía también ha estado involucrada en la producción de televisión y el desarrollo de juegos. El objetivo de MLG es elevar los torneos de juegos de computadora y consola a eventos competitivos y para espectadores viables.
En enero de 2016, el editor de videojuegos Activision Blizzard anunció su adquisición de Major League Gaming. La compañía, cuya propia división de deportes electrónicos está dirigida por el cofundador de MLG, Mike Sepso, declaró que tenía la intención de aprovechar la compra como parte de sus planes para construir una red de televisión centrada en los deportes electrónicos.

## Circuito profesional
La lista de MLG Pro Circuit actualmente incluye Starcraft II y League of Legends para PC. Mortal Kombat , Soul Calibur V y King of Fighters XIII para PlayStation 3, y Super Smash Bros. Melee para Nintendo Gamecube son los únicos juegos de consola. Juicebox Abel, Tom Brady (que no debe confundirse con el mariscal de campo de la NFL) y Bibulus comentan los juegos de lucha. Aún no se han anunciado los lanzadores de League of Legends .
Major League Gaming también alberga una serie de escalas clasificatorias en línea para los títulos de circuito profesional solo en línea que conducen al campeonato nacional. En el pasado, MLG organizó torneos Super Smash Bros.Melee durante el Circuito MLG 2004-2006 y otros juegos como Halo: Combat Evolved , Halo 2 , Tekken 5 , Gears of War , Tom Clancy's Rainbow Six: Vegas , Shadowrun , Tom Clancy's Rainbow Six: Vegas 2 , Call of Duty 4 y Gears of War 2 .
Cada equipo / jugador debe comprar un pase de equipo para competir. Estos pases normalmente salen a la venta varias semanas antes del próximo evento Pro Circuit. Los pases son limitados, por lo que se recomienda a los participantes que compren un pase tan pronto como salgan a la venta.

## Historia
Major League Gaming fue fundada en 2002 por Sundance DiGiovanni y Mike Sepso. En 2006, MLG se convirtió en la primera liga televisiva de juegos de consola de videojuegos en los Estados Unidos, con su Halo 2 Pro Series transmitida por USA Network en Boost Mobile MLG Pro Circuit . Se mudó a la 3 Park Avenue en algún momento después de su fundación.
En febrero de 2009, se anunció que MLG obtuvo $ 10 millones en financiamiento de Ritchie Capital Management. El 6 de febrero de 2009, el comisionado de MLG, John Nelson, se dirigió a la comunidad de MLG sobre el cambio de formato para el circuito profesional de 2009. Los equipos semi-profesionales ahora tienen la oportunidad de ganar estatus profesional. El sistema de puntos de rango móvil y el soporte del campeonato también fueron modificados. El 18 de agosto de 2009, Major League Gaming adquirió Agora Games; El CEO Matthew Bromberg explicó que "ya operamos la propiedad de juegos competitivos en línea más grande del mundo. Agora es el desarrollador líder de comunidades multijugador en el mundo. Unirnos con Agora nos permite duplicar nuestra mayor fortaleza".
En marzo de 2010, se anunció que los juegos de lucha volverían al circuito profesional, con Tekken 6 exclusivamente en PlayStation 3, y el regreso de la competencia Smash Bros. con Super Smash Bros. Brawl . Estos dos juegos aparecieron en el primer partido de la temporada en Orlando, junto con el buque insignia de la liga, Halo 3 , que entró en su tercera temporada con la liga.
Call of Duty: Modern Warfare 2 hizo su debut en el Online Pro Circuit en el sitio web GameBattles de MLG para PlayStation 3. Originalmente, el juego estaba en Xbox 360 y PlayStation 3. Debido al hackeo excesivo en la consola Xbox 360 a través de hacks JTAG, fue despojado de su marca "Pro Circuit". Los pagos de premios siguen siendo los mismos en ambas consolas. Los jugadores de PlayStation 3 son elegibles para acumular puntos Pro. Aquellos que tengan suficientes puntos Pro al final de la tercera temporada del circuito profesional en línea son elegibles para competir en vivo en los MLG Nationals celebrados en Dallas. Los que compiten en la Xbox 360 no ganan puntos profesionales y tendrán campeonatos en línea. El 30 de julio de 2010, se anunció que StarCraft II se agregaría al circuito profesional. Hizo su debut oficial en MLG Raleigh.
El Circuito 2011 presentó cuatro títulos: Halo: Reach , Starcraft 2 , Call of Duty: Black Ops y la adición de League of Legends a mitad de temporada. También regresando, algo que el MLG Pro Circuit no ha visto desde el 2005, es Pool Play. Los 16 mejores equipos se sembraron en 4 grupos de 5 equipos, donde el 5.º equipo jugaría un equipo amateur invicto. El equipo con el mejor récord en el juego de grupo avanzó a las semifinales del grupo ganador, asegurándose un Top 6 final.
Las competiciones MLG de 2012 vieron muchos cambios de título en el circuito profesional. Starcraft II se presentó como el título principal de la liga. Los juegos de lucha para PS3 y League of Legends se anunciaron como títulos adicionales. Halo: Reach ya no está en el circuito profesional, ni Call of Duty: Black Ops . Call of Duty se retiró del circuito debido a la falta de fondos que MLG recibió de PlayStation para poner el título en el circuito. El formato del torneo 2012 también ha cambiado drásticamente, con la introducción de eventos de temporada. El nuevo formato presenta 4 temporadas trimestrales; dentro de cada temporada hay 2 arenas y un campeonato. El Campeonato presenta todos los títulos de Pro Circuit y tiene una opción de transmisión SD gratuita. Las Arenas son eventos de pago por visión (PPV) y por ahora solo cuentan con Starcraft II , y se transmiten en alta definición (HD) desde el estudio de MLG en Nueva York.
También en 2012 surgieron muchas asociaciones nuevas para MLG. Hasta ahora, MLG se ha asociado con CBS Interactive (CBSi) para aumentar sus capacidades de transmisión e integrarse con el sitio web de CBSi, GameSpot.com. Esta nueva asociación espera aumentar la exposición de MLG a un público más amplio y casual.
Durante 2012, MLG también se asoció con KeSPA (Korean Esports Association) en un acuerdo de varios años. Este acuerdo permite el acceso exclusivo de MLG a los jugadores de KeSPA Starcraft: Brood War . La asociación verá a los profesionales de KeSPA Brood War venir a los EE. UU. Para competir en eventos de MLG durante todo el año. Los participantes no podrán competir en ningún otro torneo extranjero sin la aprobación de MLG. El acuerdo entró en vigencia en junio, cuando los profesionales de KeSPA Brood War participaron en un evento de exhibición en MLG Anaheim.
A partir del 2 de noviembre de 2012, con el comienzo del MLG Fall Championship en Dallas, Texas, Halo fue reintroducido en el circuito profesional. Halo 4 , que se lanzó públicamente el 6 de noviembre, fue uno de los cinco juegos programados para el juego competitivo en MLG Dallas.
En enero de 2013, Call of Duty: Black Ops 2 se introdujo en el circuito profesional.
El 14 de agosto de 2013, Call of Duty: Ghosts fue anunciado como el juego de disparos en primera persona de MLG para los eventos de la temporada de MLG Columbus y 2014. Hasta el 8 y 10 de junio de 2014, MLG organizó un torneo en los X Games for Call of Duty: Ghosts con los posibles ganadores como OpTic Gaming, incluidos los favoritos de los fanes Matt "Nadeshot" Haag y Seth "Scump" Abner.
En abril de 2014, MLG anunció que se asociaría con Lai Fung Holdings Limited (Lai Fung) y eSun Holdings Limited para construir el MLG Arena en la isla Hengqin en China, cerca de Macao. La arena, que está programada para completarse en 2017, es parte del desarrollo de "Creative Culture City" planeado en Hengqin.
En octubre de 2014, MLG abrió el estadio MLG.tv Arena de 14 000 pies cuadrados (1300 m²) en Columbus, Ohio. Se encuentra cerca del Easton Town Center. El primer evento celebrado en la arena fueron los playoffs de Call of Duty de la temporada 3.

## Adquisición por Activision Blizzard
El 31 de diciembre de 2015, se informó que "sustancialmente todos" los activos de MLG habían sido adquiridos por Activision Blizzard por $ 46 millones, y que el CEO Sundance DiGiovanni sería reemplazado por el ex CFO de MLG Greg Chisholm. Activision Blizzard opera su propia división interna de deportes electrónicos, Activision Blizzard Media Networks, dirigida por el veterano ejecutivo de televisión deportiva Steve Bornstein, el cofundador de MLG Mike Sepso, y su adquisición de activos de la extinta Liga IGN Pro. Activision Blizzard posee las franquicias Call of Duty y Starcraft , que han sido populares como deportes electrónicos. Los informes indicaron que MLG debía ser cerrado, y que la mayoría del precio de compra se destinaría a pagar la deuda de la compañía.
Activision Blizzard confirmó la compra el 4 de enero de 2016. por lo tanto, el CEO de Activision, Robert Kotick, explicó que el objetivo principal de la adquisición era la operación de transmisión de MLG MLG.tv. Kotick explicó a The New York Times que su objetivo final era "construir el ESPN de los videojuegos", un canal de televisión por cable que se dedicaría a la cobertura y análisis de deportes electrónicos con producciones internas "premium" que podrían atraer a más grandes anunciantes, ya sea producidos por el personal de Activision o por productores externos. A pesar de la adquisición, MLG continuará organizando eventos relacionados con juegos que no son publicados por las subsidiarias de Activision Blizzard.
En mayo de 2016, MLG anunció "Enhanced Viewing Experience", un nuevo diseño de reproductor de transmisión que integra datos en vivo y pantallas estadísticas.
En algún momento de 2020/2021, es obligatorio tener vinculado battle.net con GameBattles
- Datos: Q1320732
- Multimedia: Major League Gaming / Q1320732